# Resident Evil: Damnation
Resident Evil: Damnation is een Japanse film uit 2012, geregisseerd door Makoto Kimaya en geschreven door Shotaro Suga. De hoofdrollen zijn ingesproken door Matthew Mercer, Dave Wittenberg, Wendee Lee en Courtenay Taylor. De alternatieve (Japanse) titel van deze film is Biohazard: Damnation. De film is een sequel voor Resident Evil: Degeneration.

## Verhaal
In 2011 wordt Leon S. Kennedy door de Amerikaanse regering naar, een voormalige satelliet land van de Sovjet-Unie, de Oost-Slavische Republiek gestuurd. Het land wordt geteisterd door een burgeroorlog tussen loyalisten en de separatisten, die de controle over het land en zijn oliereserves willen krijgen. Leon is gezonden om te zien of er een aanwezigheid van bio-organische wapens is, en om te beslissen over een eventuele Amerikaans-Russische militaire reactie. Maar hij wordt uiteindelijk teruggeroepen door zijn verbindingsofficier, Ingrid Hunnigan.
Toch besluit hij door te gaan, en gaat hij naar de kern van het conflict. Hij ontdekt al snel dat de Lickers hem volgen, en het bevestigd zijn vermoedens over de aanwezigheid van bio-organische wapens. Tijdens een gevecht, gaat hij knock-out en wordt hij gevangengenomen door een mysterieuze groep mensen die meer lijken te weten over wat er gebeurt. Dit zijn inderdaad de onafhankelijkheid vechters, JayDee en Buddy, die op hun beurt willen weten wat een gewapende US deden in hun land.
Ondertussen, verwelkomt de president van de Oost-Slavische Republiek, Svetlana Belikova, Ada Wong in het presidentiële paleis. Wong deed zich voor als een agent van de BSAA...

## Stemverdeling
- Matthew Mercer - Leon S. Kennedy
- Dave Wittenberg - Buddy/Alexander 'Sasha' Kozachenko
- Wendee Lee - Svetlana Belikova
- Val Tasso - JD
- Robin Sachs - Ataman/Ivan Judanovich
- Courtenay Taylor - Ada Wong
- Salli Saffioti - Ingrid Hunnigan
- David Earnest - Secretary
- Patrick Seitz - Scarecrow
- Michael McConnohie - Tyrant